# Rezolucija Vijeća sigurnosti UN-a 1207
Rezolucijom Vijeća sigurnosti UN-a 1207 17. studenoga 1998., nakon opoziva svih rezolucija koje se tiču sukoba u bivšoj Jugoslaviji, posebice Rezolucije 827 (1993.), Vijeće je osudilo Saveznu Republiku Jugoslaviju (Srbiju i Crnu Goru) zbog propusta da izvršiti naloge za uhićenje koje je izdao Međunarodni kazneni sud za bivšu Jugoslaviju (ICTY).
Vijeće sigurnosti podsjetilo je na Opći okvirni sporazum i izrazilo žaljenje zbog nedostatka suradnje Savezne Republike Jugoslavije s ICTY-em.
Djelujući prema Poglavlju VII Povelje Ujedinjenih naroda, Vijeće je podsjetilo sve države na njihovu obvezu suradnje s Tribunalom, uključujući izvršenje naloga za uhićenje. Pozvao je zemlje koje to još nisu učinile, uključujući Saveznu Republiku Jugoslaviju, da poduzmu mjere prema svojim domaćim zakonima za provedbu Rezolucije 827; nije se mogla pozvati na odredbe domaćeg zakona kako bi odgovorila na svoje neispunjavanje svojih obveza prema međunarodnom pravu.
U rezoluciji se osuđuje što nisu raspisane tjeralice za trojicom osumnjičenih za masakr nad 200 Hrvata te se traži hitno i bezuvjetno izvršenje tih tjeralica i izručenje Tribunalu. Vlasti u Saveznoj Republici Jugoslaviji, Kosovu i drugim zemljama pozvane su na suradnju s tužiteljem ICTY-ja za navodne ratne zločine. Konačno, predsjednik Tribunala je pozvan da obavještava Vijeće o razvoju događaja.
Rezolucija 1207 usvojena je s 14 glasova za i nijednim protiv, uz jedan suzdržani glas Kine, koja je tvrdila da ICTY nije stalni sud i stoga se ne može miješati u unutarnje stvari Savezne Republike Jugoslavije i drugih zemalja.

## Vanjske poveznice
| Wikizvor | Engleski Wikizvor ima izvorni tekst na temu: United Nations Security Council Resolution 1207 |

- Text of the Resolution at undocs.org